# Александар Поповић (политичар)
Александар Поповић (Београд, 20. октобар 1971) јесте српски хемичар, универзитетски професор и политичар. Био је министар науке и заштите животне средине 2004−2007. и министар рударства и енергетике 2007−2008. у Влади Републике Србије.

## Биографија
Основну школу је завршио у Београду, потом зје завршио средњу школу у Москви, а студије хемије поново у Београду. Магистрирао је 1996. године на Универзитету у Флориди.
После магистратуре вратио се у Србију. Године 2002. је докторирао на Хемијском факултету у Београду на коме ради као редовни професор. Неколико пута је био југословенски атлетски репрезентативац, шампион и рекордер, учесник значајних такмичења.
Александар Поповић је тренутни потпредседник Демократске странке Србије. Био је председник СДОС-а, потпредседник странке, председник савета ДСС-а. У јануару 2003. године изабран је за заменика председника Извршног одбора ДСС-а. Исте године постао је и потпредседник странке. Од 2004. до 15. маја 2007. године је био министар науке и заштите животне средине у Влади Републике Србије. На скупштини ДСС-а од 5. јуна 2005. године поново је изабран за потпредседника те странке. Од 15. маја 2007. године вршио је дужност министра рударства и енергетике, до 2008. године. Кандидат за градоначелника Београда испред Демократске странке Србије на изборима 2008, 2012 и 2014. године. Александар Поповић постаје заменик председника странке након избора одржаних 16. марта 2014. године и оставке оснивача и дотадашњег председника Демократске странке Србије Војислава Коштунице.